# Brædstrups kommun
Brædstrups kommun (danska: Brædstrup Kommune) var en kommun i Vejle amt i Danmark. Sedan 2007 tillhör huvuddelen av kommunen Horsens kommun, medan Voerladegårds socken efter folkomröstning i stället gick upp i Skanderborgs kommun.

## Socknar
Inom Danska folkkyrkan var dåvarande Brædstrups kommun indelad i tio socknar:
- Føvlings socken
- Grædstrups socken
- Nims socken
- Rings socken (sedan 2005 Brædstrups socken)
- Sønder Vissings socken
- Trædens socken
- Tyrstings socken
- Tønnings socken
- Underups socken
- Voerladegårds socken

Socknarna ingår i Horsens prosteri, med undantag för Voerladegårds socken som ingår i Skanderborgs prosteri, samtliga i Århus stift.

## Borgmästare
- Hans Mikkelsen, 1 april 1970–1977[2]
- Vagn Vejen Petersen, 1977–31 december 1993[2]
- Preben S. Andersen, 1 januari 1994–31 december 2001[2]
- Torkild Skifter, 1 januari 2002–31 december 2006[2]

Denna lista hämtas från Wikidata. Informationen kan ändras där.